# Ingemar Andersson (handbollsspelare)
Helge Ingemar Andersson, född 30 maj 1946 i Göteborg, är en svensk tidigare handbollsspelare (mittsexa).

## Klubbkarriär
Ingemar Andersson spelade hela sin elitkarriär för IK Heim. Då Heim vann SM-guld 1982 och 1983 hade Andersson avslutat den aktiva karriären och var lagledare.

## Landslagskarriär
Ingemar Andersson spelade aldrig i ungdomslandslagen och debuten i A-landslaget dröjde till 28 års ålder. Han debuterade den 11 december 1974 i Oslo mot Norge i en oavgjord landskamp, 15–15. Han spelade sedan 78 landskamper fram till 1979. Sista landskampen 1979 var ett OS-kval mot Schweiz som Sverige förlorade 19–21 i Sagunto, Spanien. Av de 78 landskamperna vanns 43, 3 slutade oavgjorda och 32 matcher förlorades. Han deltog vid VM 1978.